# نورثويتش فيكتوريا
نورثويتش فيكتوريا هو نادي كرة قدم إنجليزي مقره في نورثويتش، شيشاير، يلعب مبارياته على أرضه في وينشام بارك، موطن ويتون ألبيون. يشارك النادي حاليًا في الدوري الممتاز لدوري المقاطعات الشمالية الغربية، في الدرجة التاسعة من نظام الدوري الإنجليزي لكرة القدم، بعد أن تم تخفيض رتبته من الدوري الشمالي الممتاز في نهاية موسم 2016-2017.
تأسس النادي الأصلي في عام 1874، وتم تسميته تكريماً للملكة فيكتوريا التي كانت قائمة في ذلك الوقت، قبل أن يتلاشى ويندمج مع هارتفورد ودافينهام يونايتد في فبراير 1890 مع أخذ النادي الجديد اسم نورثويتش فيكتوريا القديم. كان النادي الجديد عضوًا مؤسسًا في العديد من الدوريات بما في ذلك دوري الدرجة الثانية لكرة القدم، إذ تنافس لمدة موسمين فقط من عام 1892 إلى عام 1894.
لعب النادي في ملعب دريل فيلد لأكثر من 125 عامًا. في ذلك الوقت، كان يُعتقد أن ملعب دريل فيلد هو أقدم ملعب في العالم تُلعب فيه كرة القدم بشكل مستمر. ومع ذلك، تم هدمه في عام 2002، وبعد فترة تقاسم الأرض مع منافسه المحلي ويتون ألبيون، بدأ موسم 2005-06 في ملعبه الجديد، ملعب فيكتوريا في وينشام، خارج نورثويتش وعبر ترينت. وقناة ميرسي التي فصلته عن منافسيه. تم هدم الأرض في وقت لاحق.[متى؟]
في يونيو 2017، استولى المشجعون على النادي.

## التاريخ

### التاريخ المبكر والاندماج
العام المقبول عمومًا لتأسيس نادي فيكتوريا لكرة القدم الأصلي هو 1874 من قبل تشارلز جيمس هيوز وجيمس هيوورث. ومع ذلك، وفقًا لكتاب مؤرخ النادي كين إدواردز فريق كل المواسم، كان من الممكن أن يكون الفريق نفسه موجودًا في وقت سابق في سبعينات القرن التاسع عشر. لعب نورثويتش أول مباريات التحدي في موسم 1874 وقبل في الأصل قواعد اتحاد كرة القدم والرجبي. ظهر هذا في عام 1876 عندما خاض مباراة خارج أرضه بموجب قواعد الرجبي ثم في ملعبه بموجب قواعد الاتحاد، وفاز في كلتا المباراتين. كانت المرة الأولى التي دخل فيها النادي في مسابقة منظمة هي كأس ويلز لعام 1877، والتي كانت مفتوحة في ذلك الوقت للفرق الويلزية وكذلك الفرق الإنجليزية الواقعة بالقرب من الحدود. كان أفضل إنجاز له في المسابقة في موسمي 1881-1882 و1888-1889، عندما وصل النادي للنهائي وخسر أمام درويد وبانغور سيتي على التوالي. عندما وصل إلى النهائي في عام 1882، كان أول نادٍ إنجليزي يفعل ذلك. في عام 1880، دخل النادي المسابقة الافتتاحية لكأس التحدي الجديد لاتحاد تشيشاير لكرة القدم (كأس شيشاير للكبار) وأصبح أول الفائزين بالكأس بفوزه على هارتفورد سانت جونز. واصل الفوز بالكأس في المواسم الخمسة التالية، وهزم في النهائيات: بيركينهيد (1881)، نورثويتش نوفلتي (1882)، كرو ألكسندرا (1883 و1884)، ودافنهام (1885).
في عام 1890، أصبح النادي عضوًا مؤسسًا للنسخة الثانية من دوري المجموعة (بالإنجليزية: The Combination)‏، أول دوري لنورثويتش. في موسمه الثاني في الدوري احتل المركز الثاني. في يوم الاثنين 17 فبراير 1890، سيتوقف النادي الأصلي عن الوجود بنهاية ذلك الموسم بعد التصويت في فندق كراون آند أنكور، نورثويتش، للاندماج مع هارتفورد ودافنهام يونايتد القريبين؛ تم تشكيل هذا النادي أيضًا من خلال اندماج هارتفورد سانت جونز (تأسس عام 1876) ودافنهام (تأسس عام 1879). تم الاتفاق في الاجتماع على أن يستخدم النادي الجديد اسم نورثويتش فيكتوريا، ولكن تم الإعلان عن انتهاء صلاحية النادي الأصلي، وتم منح كأس تحدي تشيشاير للنادي الآن إلى مكتبة برونر العامة في المدينة.

## روابط خارجية
- الموقع الرسمي